# Å (Moskenes)
Å egy falu a Moskenes községben, Nordland megyében, Norvégiában. Sørvågen településétől nagyjából 2 km-re délnyugatra, a Moskenesøya szigetén található, a  Lofoten szigetcsoport végén. A szigetcsoport többi részével az E10-es európai főúton keresztül áll összeköttetésben, mely ebben a faluban ér véget.  A főútnak ez a szakasza Kong Olav Vs vei (V. Olaf király útja) néven is ismert.
Az 1990-es évekig Å egy kis halászfalu volt, ahol elsősorban tőkehal halászatból éltek, azonban azóta a legfőbb bevétel a turizmusból származik.  A településen található a  Lofoten tőkehal múzeum, valamint a Norvég halászfalu múzeum.

## Nevének eredete
A falut (akkor még tanyát) 1567-ben említik először Aa néven. A név az óészaki nyelvből, á-ból származik, mely patakot jelent.  A falu nevét 1917-ig Aa alakban írták, amikor is a norvég nyelvújítás során az aa betűt å-ra cserélték. A településre időnként Å i Lofoten alakban utalnak (Å Lofotenben).

## Fordítás
- Ez a szócikk részben vagy egészben  a(z)   Å, Moskenes című angol Wikipédia-szócikk ezen változatának fordításán alapul.  Az eredeti cikk szerkesztőit annak laptörténete sorolja fel. Ez a jelzés csupán a megfogalmazás eredetét és a szerzői jogokat jelzi, nem szolgál a cikkben szereplő információk forrásmegjelöléseként.